# Грабе (Краківський повіт)
Грабе (пол. Grabie) — село в Польщі, у гміні Скавіна Краківського повіту Малопольського воєводства.
Населення — 406 осіб (2011).
У 1975-1998 роках село належало до Краківського воєводства.

## Демографія
Демографічна структура станом на 31 березня 2011 року:
|          | Загалом | Допрацездатний вік | Працездатний вік | Постпрацездатний вік |
| -------- | ------- | ------------------ | ---------------- | -------------------- |
| Чоловіки | 191     | 53                 | 127              | 11                   |
| Жінки    | 215     | 59                 | 125              | 31                   |
| Разом    | 406     | 112                | 252              | 42                   |